# ARN ribosomique 16S
L'ARN ribosomique 16S (ARNr 16S) est l'ARN ribosomique constituant la petite sous-unité des ribosomes des procaryotes. Les gènes codant cet ARN sont appelés ADNr 16S (16S rDNA en anglais) et leur séquence est très utilisée en phylogénie pour reconstruire l'histoire évolutive des organismes dans la mesure où sa vitesse d'évolution relativement lente permet d'établir des divergences génétiques anciennes. Ces gènes sont présents en plusieurs copies au sein de chaque organisme (mais pas chez les virus). 
En 1975, Carl Woese et son équipe sont considérés parmi les pionniers dans la définition de la fonction de l'ARNr 16S, en identifiant les principales régions conservées grâce à une analyse comparative des structures primaires de l'ARNr 16S de procaryotes. Cette étude fut suivie, en 1977, par la première utilisation de l'ARNr 16S en phylogénie, grâce aux travaux de Carl Woese et George E. Fox.
Le "S" dans ARNr 16S signifie "unité de Svedberg", qui est une mesure du taux auquel une molécule se dépose dans un champ centrifuge. L'unité de Svedberg est nommée d'après le chimiste suédois Theodor Svedberg, qui a développé cette méthode de séparation et d'analyse des molécules en fonction de leur taille et de leur forme.

Structure secondaire et nucléotides conservés de l'ARNr 16S d'après Woese 1987.